# Itoro Umoh
Itoro Asugui Umoh, coniugata Coleman (Hephzibah, 21 febbraio 1977), è un'ex cestista e allenatrice di pallacanestro statunitense con cittadinanza nigeriana, professionista nella WNBA.

## Carriera
Con la Nigeria ha disputato i Giochi olimpici di Atene 2004 e i Campionati mondiali del 2006.
Nell'annata 2020-2021 è stata vice-allenatrice della Marquette University.